# 馬窩路花園
馬窩路花園（英語：Ma Wo Road Garden）是一個位於香港新界大埔第6區（達運道及馬窩路交界處）的休憩用地。花園佔地7,090平方米，內含兩個籃球暨排球場、主題花園、步行徑和健身角等設施。

## 概述
由於大埔區的人口預計將由2018年的32.05萬人增至2024年的38.1萬人，而區內只有合共提供約1000平方米的公眾休憩用地及有限設施（包括一個休憩處及兩個休憩用地），為滿足當區市民對休憩用地的需求，以及鼓勵他們參與體育運動，香港政府計劃耗資9380萬港元在該地興建一個佔地約7090平方米的休憩用地。
香港立法會財務委員會於2018年7月6日以45票贊成、1票反對通過撥款興建大埔第6區休憩用地。工程在2019年1月展開，並原定在2020年第4季落成，但因新冠疫情影響，建築材料生產出現短缺及運輸延誤，最終延至2021年6月30日落成。

## 設施
用地設有兩個籃球暨排球場、有蓋休憩處、一個主題花園、一條卵石路步行徑、健身角，以及包括洗手間、一間育嬰室及更衣室等附屬設施。

## 周邊
用地臨近運頭塘邨、景雅苑、新峰花園及香港美國學校、羅定邦中學。

## 影響
用地原被用作臨時停車場，為該地一帶人士提供200多個月租和時租停車泊位。若該用地改建成休憩用地，會直接令當區車位減少約200多個，而前大埔區議員羅曉楓對此表示相當擔心；羅希望政府可考慮在其他地方劃出停車場供該200多輛車輛停泊。
也有議員曾向政府反映此事，但獲政府回覆指，如果在規劃上加上停車場，會嚴重耽誤工程。時任區議員、新民主同盟秘書長胡耀昌認為，政府事前未有廣泛諮詢居民，亦沒有提供足夠時間讓區議會考慮，其議員辦事處需要實踐民主規劃，透過問卷收集街坊意見後向政府部門反映。